# Copitarsia felix
Copitarsia felix är en fjärilsart som beskrevs av Köhler 1979. Copitarsia felix ingår i släktet Copitarsia och familjen nattflyn. Inga underarter finns listade i Catalogue of Life.